# Max Gafner
Max Gafner (Thun, 29 april 1892 - Bern, 2 november 1957) was een Zwitsers politicus.
Gafner volgde het gymnasium in Thun en studeerde hierna rechten en economie in Bern en Lausanne. Hij was korte tijd advocaat in Parijs en Bern om vervolgens voor het secretariaat van de Bernese Handels- en Industrievereniging te gaan werken. Later was hij vicevoorzitter van deze organisatie. 
Gafner was lid van de Boeren-, Middenstanders- en Burgerpartij (BGB, voorloper van de huidige Zwitserse Volkspartij) en was van 1922 tot 1938 lid van de Grote Raad van Bern. Van 1924 tot 1927 was hij tevens lid van de gemeenteraad (Stadtrat) van de stad Bern. 
Max Gafner was van 1941 tot 1957 lid van de Regeringsraad van het kanton Bern. Hij beheerde de departementen van Economische Zaken, Politie en Militaire Zaken. Van 1 juni 1942 tot 31 mei 1943 en van 1 juni 1955 tot 31 mei 1956 was hij voorzitter van de Regeringsraad (dat wil zeggen regeringsleider) van het kanton Bern. Als directeur van Economische Zaken zette Gafner zich in voor een nieuwe ziektenkostenverzekering en de promotie van toerisme in het kanton.
Hij bekleedde tal van nevenfuncties, waaronder die van voorzitter van de toerisme organisatie en de kantonsbrandverzekeringsmaatschappij. Daarnaast was hij lid van de administratieve raden van verscheidene industriële ondernemingen en de Zwitserse federale spoorwegen (Schweizerische Bundesbahnen).